# Brenda Russell
Brenda Russell, geboren als Brenda Gordon (Brooklyn (New York), 8 april 1949), is een Amerikaanse jazz-, pop- en r&b-zangeres, toetseniste en songwriter.

## Biografie
Brenda Gordons familie verhuisde naar Toronto, toen ze twaalf jaar was. Tijdens haar jeugd trad ze daar op met plaatselijke bands en zong ze in de meidenband The Tiaras, waarmee ze in 1968 de single Where Does All the Time Go uitbracht.
Begin jaren 1970 trouwde ze met de muzikant Brian Russell, die ook de gastheer was van het Canadese tv-programma Music Machine. In 1973 verhuisden ze naar Los Angeles en werkten ze daar als sessiemuzikant. De echtelieden brachten in 1976 en 1977 twee albums uit als het duo Brian and Brenda. In 1968 plaatste hun gezamenlijke song That's All Right Too zich in de Billboards r&b-hitlijst op nummer 67. Na de scheiding bekommerde Brenda zich om haar solocarrière.
In 1978 tekende ze een contract bij A&M Records en bracht ze in 1979 net gelijknamige debuutalbum uit. De single So Good, So Right van dit album ontwikkelde zich tot een hit en plaatste zich in de pophitlijst op nummer 30 en in de r&b-hitlijst op nummer 15. Way Back When plaatste zich kort daarna ook in de r&b-hitlijst op nummer 42. Het opvolgende album Love Life verscheen in 1981 en het zich daarop bevindende If You Love (The One You Lose) kon zich ook plaatsen in de r&b-hitlijst op nummer 50.
In 1982 wisselde Russell naar Warner Bros. Records en bracht daar het niet succesvolle album Two Eyes uit. Er volgde een wissel terug naar A&M Records, waar in 1988 haar meest succesvolle album Get Here werd uitgebracht. Met de single Piano in the Dark van dit album, die ze zong met Joe Esposito, lukte haar een top 10-hit in de r&b- (nummer 8) en pophitlijsten (nummer 6). De singles Gravity en Get Here plaatsten zich op middelmatige posities van de r&b-hitlijst. Russell kreeg Grammy Award-nominaties voor Piano in the Dark als «Song of the Year»  en «Best Popduo» (met Joe Esposito) en voor Get Here als «Best Popsinger». Met een coverversie van Get Here had Oleta Adams in 1990 een wereldwijde hit.
In 1990 verscheen het album Kiss Me with the Wind, waarna het succes verminderde. Stop Running Away, die Russell samen had geschreven met Narada Michael Walden, die ook de productie van het nummer voor zijn rekening nam, werd haar laatste r&b-Top 40-hit. Ook de wissel naar EMI Music en het uitbrengen van het album Soul Talkin' brachten in 1993 niet het gewenste succes. Russel werkte tijdens de komende jaren als sessiemuzikante voor Barbra Streisand, Elton John en Bette Midler. Bovendien namen Streisand, Luther Vandross en Donna Summer enkele door haar geschreven songs op.
De volgende soloalbums Paris Rain (2000) en Between the Sun and the Moon (2004) vonden weinig aandacht. Sindsdien werkt Russell o.a. als musicalvertolkster. Als lid van de bezetting van de Broadway-productie The Color Purple kreeg ze in 2016 een Grammy Award voor het «Best Musical-Theater-Album».

## Discografie

### Singles
- 1976: Gonna Do My Best to Love You (als Brian and Brenda)
- 1976: Highly Prized Possession (als Brian and Brenda, met Brian Russel)
- 1977: Don't Let Love Go (als Brian and Brenda, promo)
- 1977: Toronto (als Brian and Brenda)
- 1978:	That's All Right Too (als Brian and Brenda, met Brian Russell)
- 1979:	So Good, So Right
- 1980: In the Thick of It / So Good, So Right
- 1980:	Way Back When
- 1981:	If You Love (The One You Lose)
- 1983: I Want Love to Find Me
- 1983: Two Eyes
- 1985: When I Give My Love to You (Michael Franks en Brenda Russell)
- 1985: You Are the One (Herb Alpert en Brenda Russell)
- 1988: Get Here
- 1988: Gravity
- 1988: Le Restaurant (B-kant van Gravity en David Sanborn)
- 1988:	Piano in the Dark (en Joe Esposito)
- 1990:	Stop Running Away
- 1991:	Tell Me This Night Won't End (Gerald Alston en Brenda Russell)

### Studioalbums
- 1976: Word Called Love (als Brian and Brenda Russel; Rocket Record Company)
- 1977: Supersonic Lover (als Brian and Brenda, met Brian Russel; Rocket Record Company)
- 1979:	Brenda Russell
- 1981:	Love Life
- 1983: Two Eyes (Warner Bros. Records)
- 1988:	Get Here
- 1990:	Kiss Me with the Wind
- 1993: Soul Talkin’ (EMI Music)
- 2000: Paris Rain (Hidden Beach)
- 2004:	Between the Sun and the Moon

### Kompilationen
- 1992: Greatest Hits (A&M Records)
- 2001: Ultimate Collection (Hip-O)
- 2003: So Good So Right: The Best of Brenda Russell (Dome)
- 2009: In the Thick of It: The Best of Brenda Russell (Dome)

- Bibsys: 8009290
- Bibliothèque nationale de France: cb13989927g (data)
- Gemeinsame Normdatei: 13384952X
- International Standard Name Identifier: 0000 0000 7366 1644
- Library of Congress Control Number: n91075398
- MusicBrainz: 47ab22b9-95cb-4920-aa54-7756113e69f7
- Nationale Bibliotheek van Israël: 987007419186905171
- Nationale en Universitaire bibliotheek Zagreb: 000062481
- Nederlandse Thesaurus van Auteursnamen: 100599559
- Réseau des bibliothèques de Suisse occidentale: 02-A027577976
- Virtual International Authority File: 55348382
- WorldCat: E39PBJxCBtcxmtqCDjyGK9Qcyd